# Francisco López (músico)
Francisco López (Madrid, España; 1964) es un músico experimental y artista sonoro de vanguardia español.

## Biografía
En 1982 y hasta 1986 hizo grabaciones de insectos (El Internado) ya que es biólogo de profesión.
Francisco López es uno de los principales exponentes de la música experimental y la música electroacústica desde 1985.
Ha creado un universo sonoro personal, editando diversos discos con compañías de más de cincuenta países y realizado conciertos e instalaciones sonoras en los cinco continentes, incluyendo algunos de los más importantes museos, galerías y festivales internacionales, como: Auditorio Nacional de Música, Museo Nacional Centro de Arte Reina Sofía, Museo de Arte Contemporáneo de Barcelona, Exposición Internacional de Zaragoza de 2008, Museo de Arte Moderno de Buenos Aires, Centro de Arte Contemporáneo PS1 de Nueva York (inglés), Museo de Arte Moderno de París, Instituto de Arte Contemporáneo de Londres (inglés), Centro de Arte Contemporáneo de Kitakyushu (inglés), Festival Internacional de Cine de Róterdam, Sónar.
También es un científico en el ámbito de la biología y la dinámica de sistemas. Ha dirigido varias tesis doctorales y publicado artículos en revistas científicas.[cita requerida]
Ha colaborado con más de 100 artistas y ha publicado con 170 sellos discográfícos. Entre los premios recibidos cabe destacar la Mención Honorífica en el Ars Electronica Festival de Linz  en tres ocasiones (1999, 2002, 2007), el premio del concurso de arte sonoro Broadcasting Art I del Museo de Arte Contemporáneo de Castilla y León en 2006 y el Qwartz Award en la categoría de antología sonora en 2010.
Es director y comisario de la fonoteca de arte sonoro y música experimental SONM.

## Discografía
A continuación se listan los principales trabajos musicales de Francisco López.
- (1983) Untitled
- (1990) La Primera Aventura de Cekoni y Conike, con Miguel Ángel Ruiz Macías
- (1993) Azoic Zone
- (1994) Tonhaus
- (1995) "Qal'at Abd'al-Salam / O parladoiro desamortuxado"
- (1995) Warszawa Restaurant
- (1996) Paris hiss
- (1997) Addy en el país de las frutas y los chunches
- (1998) La Selva
- (1998) Belle Confusion 969
- (1999) Untitled #89
- (2000) Belle Confusion 00, con Amy Denio (inglés)
- (2000) Untitled #92
- (2001) Whint, con Zbigniew Karkowski (inglés)
- (2001) Nav, con John Duncan (inglés)
- (2001) Buildings [New York]
- (2002) Le Chemin du Paradis, con Steve Roden (inglés)
- (2003) Wasps
- (2004) A Szellem Álma, con Marc Behrens
- (2005) Mavje con Andrey Kiritchenko (inglés)
- (2006) Untitled #180
- (2006) Buzzin' Fly / Dormant Spores, con Z'EV (inglés)
- (2006) Hysechasterion
- (2007) Lopez Island
- (2007) Wind [Patagonia]
- (2008) Technocalyps
- (2009) HB, con Lawrence English (inglés)
- (2009) Through The Looking-Glass
- (2010) Machines
- (2010) Amarok
- (2010) Köllt / Kulu
- (2011) Untitled #244
- (2011) Krmn, con Maurizio Bianchi (inglés)
- (2011) Titans, con Novi_sad (inglés)
- (2011) Untitled #275
- (2012) Untitled #284
- (2012) BioMechanica - BM01, con Arturo Lanz
- (2013) Lith, con Aernoudt Jacobs (inglés)
- (2013) Untitled #308
- (2014) Hyper-Rainforest
- (2015) Untitled #274
- (2016) Anima Ardens
- (2017) Untitled #352
- (2018) Untitled #360

## Música para vídeo, film y danza
Listado parcial:
- 1985 'Andalucía', video de Rafael Flores.
- 1992 'Vigo, paseos visuales', video de Matusa Barros.
- 1994 'Katodiko-2', video de Armando Benito.
- 2003 'köllt',film de Francisco López y Jorge Simonet.
- 2006 'Technocalyps', documental de Frank Theys.
- 2009 "Mamori", film de Karl Lemieux.
- 2015 “Zagreb Confidential”, banda sonora film de Darko Fritz & Ivan Klif.
- 2016 “Anima Ardens”, pieza de danza del coreógrafo Thierry Smits / Companie Thor.